# Арсак II од Партије
Арсак II (грч. Ἀρσάκης; пар. 𐭀𐭓𐭔𐭊 Aršak) је био краљ Партије од 217. или 211. п. н. е. до 191. п. н. е.
Извори о његовом пореклу су нејасни. Не зна се са сигурношћу да ли је син Арсака, оснивача државе са центром у Партији, или његовог брата Тиридата. До конфузије долази због тога што су партски владари по доласку на престо, из поштовања према оснивачу државе, узимали име Арсак. Обично се узима да је Арсак II син Арсака I.
Селеукидски краљ Антиох III настојао је да обнови пољуљану моћ свог царства. Зато је 209. п. н. е. напао Партију да је врати под своје окриље као побуњену селеукидску област. Антиох је продро у Арсакову земљу, освојио његову престоницу Хекатомпил, а потом наставио према Хирканији. Испрва бежећи пред надмоћнијом војском, Арсак му се на крају супротставио у бици на планини Лабус и био поражен. Партски краљ је потом био принуђен да моли за мир, после чега је враћен на партски престо као селеукидски вазал. Селеукидска власт над Партијом је била толико чврсто успостављена да је Антиох III могао без проблема да настави свој поход даље на исток.
О остатку Арсакове владавине не зна се много. Антиох је био заузет својим бројним ратним походима, на крају и једним нарочито тешким против Рима, и није се мешао у прилике партске државе. Последица тога је била да је Арсак могао без проблема да настави да кује новац са својим ликом.
Арсак II је умро 191. п. н. е. На власти га је наследио син његовог брата од стрица Фријапатије.